# 스티페 플레티코사
스티페 플레티코사(크로아티아어: Stipe Pletikosa, 1979년 1월 8일, 유고슬라비아 스플리트 ~ )는 크로아티아의 전 축구 선수로, 포지션은 골키퍼이다. 2016년 5월 14일, 레알 마드리드와의 경기를 마지막으로 현역 은퇴를 선언했다.

## 수상
하이두크 스플리트
- 프르바 HNL : 2000-01
- 크로아티아 컵 : 1999-00, 2002-03

 샤흐타르 도네츠크
- 우크라이나 프리미어리그 : 2004-05
- 우크라이나 컵 : 2003-04
- 우크라이나 슈퍼컵 : 2005

개인
- Heart of Hajduk Awards : 1999-00, 2001-02
- 프르바 HNL 올해의 선수 : 2000-01, 2001-02
- 크로아티아 올해의 선수상 : 2002
- UEFA 유로 2008 맨 오브 더 매치 : vs. 오스트리아 (조별리그)

## 같이 보기
- A매치 100경기 이상 출전한 축구 선수 명단